# Вождество
Во́ждество (чифдом, англ. chiefdom) — в социальной антропологии догосударственная потестарно-политическая структура, форма организации власти в позднепервобытном обществе, исторически первая форма иерархической социополитической организации, промежуточная между общиной и государством форма социополитической организации, для которой характерны централизованное управление и наследственная иерархия вождей теократического характера и знати, а также социальное и имущественное неравенство, однако в ней нет формального и тем более легального репрессивного и принудительного аппарата.
По определению одного из авторов понятия Элмана Сервиса, вождество — «промежуточная форма, вырастающая из эгалитарного общества и предшествующая всем известным примитивным государствам». Однако этот политический строй проходили и те народы, которые впоследствии не создавали государства. Вождество является доминирующей формой человеческой социальной организации в голоцене.

## Теория
Теория вождества была предложена американскими неоэволюционистами Элманом Сервисом и Маршаллом Салинзом в 1960—1970-х годах. Они ввели следующую схему развития потестарных институтов: от локальной группы к племени, затем к вождеству, и, наконец, к государству. М. Салинзом также были предложены соответствующие первым трём стадиям эволюции формы лидерства: от старейшины к бигмен, а затем к вождю. Большинство исследователей рассматривает вождество в качестве универсальной стадии эволюции политических организаций, хотя, к примеру, для культур Меланезии вождества не характерны. А. Джонсон и Тимоти Эрл предложили следующий вариант первоначальной схемы: от группы уровня семьи к локальной группе, затем к региональной политии. В этап «региональная полития» они включили как вождество, так и государство. Они также выделили три фактора, или сферы, институциализации лидерства и трансформации группы в социополитическую организацию: экономический, военный и идеологический, действующие совместно и одновременно, однако в ряде ситуации один из них играет решающую роль.

## Экономика и управление
Вожди являются институированными наследственными лидерами, руководящими хозяйственной, социально-потестарной и идеологической сферами жизни. Политическая организация здесь повсеместно составляет теократию, а форма подчинения власти представляет собой вид религиозного подчинения жрецу-вождю.
В экономическом плане функцией вождества является накопление и редистрибуция (перераспределение) основных материальных благ (согласно Э. Сервису). Прежде всего это касалось излишков сельскохозяйственной продукции, а перераспределение производилось в интересах экологически специализированных общин. Так, продукция рыболовства могла распространяться среди жителей внутренних районов острова. Данная точка зрения имела наибольшее распространение в 1960—1970-х годах. В 1982 году археологом Т. Эрлом этот подход был подвергнут ревизии. Исследователь указал, что хозяйство большинства общин являлось натуральным, а перераспределяли в основном престижные предметы, становившиеся своего рода «политической валютой», которая компенсировала расходы в рамках службы вождю.
В вождествах получение избыточного продукта достигается тремя основными путями, включая увеличение производительности труда (это наиболее трудоемкий и малоэффективный способ в ближайшей перспективе), участие в обмене и торговле и военную деятельность. Последний способ имел преимущества, поскольку позволял в случае удачи максимально быстро и безболезненно с позиции общества-завоевателя наращивать избыточный продукт. В результате при переходе от вождеств к государству военная активность растёт повсеместно.
Ведущее место войны позволило Льюису Моргану назвать ряд последовательных этапов, в том числе ранние государственные образования, эпохой военной демократии. Этот термин был широко принят в советской историографии, но является неточным и ограниченным, что давно побудило отказаться от него западных учёных и советских этнологов. Сформировавшиеся уже в вождествах потестарные структуры имели в основном военный характер. По своим функциональным истокам статус вождя предполагает прежде всего военное руководство — при одновременном существовании иных элитарных статусов, старейшин, жрецов и др. Концентрация власти вождями приводила к ещё большей «военизации» политических институтов, ввиду того, что общество ориентировалось на военный способ получения прибавочного продукта.
К необходимым факторам институирования вождества принадлежит также идеология. В качестве примера общества, в котором идеология играет решающую роль, приводят негары — политии острова Бали. Клиффорд Гирц описывал их как «театральные государства», в которых важным элементом культурной жизни выступает инсценировка календарных церемоний, где содержится государственный нарратив. Фактор идеологии играет важную роль при археологическом выделении вождеств, поскольку их возникновение выражено в создании монументальной архитектуры, такой как маунды ольмеков и археологическая культура Миссисипи, зиккураты в Убейды или хендж и Уэссекса (Стоунхендж и др.).

## Уровни
По степени сложности структуры обычно различают простые и сложные (составные) вождества. Процесс повышения сложности описал Кент Фланнери как выделение одной единицы среди первоначально автономных — например, главенство одного линиджа над другими, стоящими на том же уровне. Первоначально такое главенство строится на принципах родства (старшинства), но впоследствии превращается в независимую от родственных отношений бюрократическую форму. Простые вождества это несколько деревенских общин, общей численностью до нескольких тысяч человек, объединённых властью одного вождя, резиденция которого располагается в центральном поселении. Пример такого вождества  — тробрианцы.
Сложное вождество является двухуровневой (и более) группой из простых вождеств, которые подчинены администрации верховного вождя. Вождь выполнял преимущественно редистрибутивную функцию. Потестарный аппарат вождя обычно освобождается от участия в непосредственном производстве. Численность населения в такой структуре могла доходить до 30 тысяч человек. К примерам сложного вождества принадлежат гавайцы и басери.
Трёхуровневое сложное вождество обычно называется суперсложным, максимальным или верховным. В таких вождествах могло быть этнически гетерогенное население численностью до нескольких десятков тысяч человек. К историческим примерам суперсложных вождеств относят Тюркский каганат, империя Чингисхана, «королевство» Бамум конца XVII—XIX веков в лесной зоне Камеруна, к археологическим — Кахокия и Маундвилл на юго-востоке США. Империи кочевников (например, гуннов, тюрок, уйгуров) фактически были вождествами. Их стабильность зависела от умения их правителей организовать получение (грабежом или вымогательством) продуктов земледелия, ремесленных изделий, шелка и драгоценностей от оседлых обществ. Правитель такой империи увеличивал своё политическое влияние, раздавая подарки подчиненным ему вождям племен. Для характеристики таких обществ, более многочисленных и структурно более развитых, чем сложные вождества, но все же не являвшихся государствами в силу отсутствия сформировавшихся классов, Н. Н. Крадиным был предложен термин «суперсложное вождество». Суперсложные вождества образуются в основном путём завоевания одной группой племён других племён и государств. В их состав могут входить племенные группы, локальные общины и ранние государства.

## Дальнейшее развитие
В 1960—1970-е годы этнограф Роберт Карнейро изучал влияние степени военизированности общества на формирование вождеств, показал, что организация вождества почти во всех случаях включает воинов и военных лидеров. Эффективная военная организация данного образования ведёт к подчинению соседних политий, имеющих менее эффективное военное лидерство, что открывает путь к дальнейшему усложнению социополитического устройства.
Вождество формировалось в пределах единой этносоциальной структуры — племени, и имело тенденции к распространению и включению в свой состав других племён через создание конфедерации, завоевание или подчинение в форме обложения данью, что в любом случае сопровождало значительное увеличение прибавочного продукта. В этих условиях неравенство социальных статусов в доступе к использованию избыточного продукта привело к нарастанию социальной и имущественной — в дополнение к функциональной — дифференциации. Её закрепление в иерархии статусов характеризует складывание стратифицированного общества.

## Альтернативные системы
В качестве альтернатив вождеству среди политических структур средней степени сложности могут выступать племена. Возможные альтернативы вождествам в неолитической Юго-Западной Азии — это неиерархические системы общин с выраженной автономией малосемейных домохозяйств, которые были выявлены Ю.Е. Березкиным и рядом других учёных. В качестве современной этнографической параллели рассматривается организация народа апатани.